# Preolímpico de Concacaf de 2000
El Preolímpico de Concacaf de 2000 fue el torneo clasificatorio de Concacaf para el Torneo Olímpico de fútbol que se disputó en 2000 en Sídney, Australia. En el torneo participaron las selecciones Sub-23 de cada país.
Se disputaron 2 rondas, la primera de fase de grupos los cuales fueron 3 grupos, a cada grupo se le asignó una sede, y fueron Puerto España, Guadalajara y Ciudad de Panamá. Y la segunda fase se disputó en Hershey, Pensilvania

## Primera fase
| Equipo 1                     | Agr.     | Equipo 2               | Ida | Vuelta |
| ---------------------------- | -------- | ---------------------- | --- | ------ |
| San Vicente y las Granadinas | 1–9      | Trinidad y Tobago      | 1–5 | 0–4    |
| Santa Lucía                  | 2–5      | Barbados               | 2–1 | 1–4    |
| Dominica                     | 1–3      | San Cristóbal y Nieves | 1–1 | 0–2    |
| Aruba                        | 1–13     | Antillas Neerlandesas  | 0–6 | 1–7    |
| Guyana                       | 7–5      | Surinam                | 4–1 | 3–4    |
| Haití                        | 3–3 (v.) | República Dominicana   | 3–2 | 0–1    |
| Cuba                         | w.o.     | Bahamas                | -   | -      |

## Segunda fase
| Equipo 1               | Agr.     | Equipo 2              | Ida | Vuelta |
| ---------------------- | -------- | --------------------- | --- | ------ |
| El Salvador            | 2–3      | Panamá                | 1–2 | 1–1    |
| Nicaragua              | 2–10     | Honduras              | 0–6 | 2–4    |
| Guyana                 | 1–1 (v.) | Antillas Neerlandesas | 1–1 | 0–0    |
| Belice                 | 2–9      | Guatemala             | 1–3 | 1–6    |
| República Dominicana   | 0–7      | Cuba                  | 0–4 | 0–3    |
| San Cristóbal y Nieves | 3–4      | Jamaica               | 1–3 | 2–1    |
| Trinidad y Tobago      | 6–3      | Barbados              | 4–1 | 2–2    |

## Tercera fase
La tercera fase estuvo dividida en 3 grupos, 2 de 4 participantes y 1 de 3 participantes, clasifican los 2 mejores lugares del grupos. En el Grupo A, se disputó en Puerto España del 21 al 25 de marzo, En el Grupo B se disputó en Guadalajara del 4 al 8 de abril y El Grupo C se disputó en la Ciudad de Panamá del 5 al 9 de abril.

### Sedes
| Puerto España                         | Guadalajara           | Ciudad de Panamá         |
| ------------------------------------- | --------------------- | ------------------------ |
| Estadio Nacional de Trinidad y Tobago | Estadio Tres de Marzo | Estadio Rommel Fernández |
| Capacidad: 27.000                     | Capacidad: 25.000     | Capacidad: 22.000        |
|                                       |                       |                          |

### Grupo A
| Pos. | Equipo                | Pts. | PJ | G | E | P | GF | GC | Dif. | Clasificación |
| ---- | --------------------- | ---- | -- | - | - | - | -- | -- | ---- | ------------- |
| 1    | Canadá                | 7    | 3  | 2 | 1 | 0 | 3  | 0  | +3   | Fase final    |
| 2    | Guatemala             | 5    | 3  | 1 | 2 | 0 | 9  | 1  | +8   | Fase final    |
| 3    | Trinidad y Tobago (H) | 4    | 3  | 1 | 1 | 1 | 6  | 2  | +4   |               |
| 4    | Antillas Neerlandesas | 0    | 3  | 0 | 0 | 3 | 1  | 16 | −15  |               |

 Fuente: 
| Fecha               | Lugar                            |                   |                              | Resultado |                                  |                       |
| ------------------- | -------------------------------- | ----------------- | ---------------------------- | --------- | -------------------------------- | --------------------- |
| 21 de marzo de 2000 | Puerto España, Trinidad y Tobago | Canadá            | Bandera de Canadá            | 0-0       | Bandera de Guatemala             | Guatemala             |
| 21 de marzo de 2000 | Puerto España, Trinidad y Tobago | Trinidad y Tobago | Bandera de Trinidad y Tobago | 4-3       | Bandera de Antillas Neerlandesas | Antillas Neerlandesas |
| 23 de marzo de 2000 | Puerto España, Trinidad y Tobago | Canadá            | Bandera de Canadá            | 1-0       | Bandera de Antillas Neerlandesas | Antillas Neerlandesas |
| 23 de marzo de 2000 | Puerto España, Trinidad y Tobago | Trinidad y Tobago | Bandera de Trinidad y Tobago | 0-0       | Bandera de Guatemala             | Guatemala             |
| 25 de marzo de 2000 | Puerto España, Trinidad y Tobago | Guatemala         | Bandera de Guatemala         | 9-1       | Bandera de Antillas Neerlandesas | Antillas Neerlandesas |
| 25 de marzo de 2000 | Puerto España, Trinidad y Tobago | Trinidad y Tobago | Bandera de Trinidad y Tobago | 0-2       | Bandera de Canadá                | Canadá                |

### Grupo B
| Pos. | Equipo     | Pts. | PJ | G | E | P | GF | GC | Dif. | Clasificación |
| ---- | ---------- | ---- | -- | - | - | - | -- | -- | ---- | ------------- |
| 1    | México (H) | 7    | 3  | 2 | 1 | 0 | 12 | 3  | +9   | Fase final    |
| 2    | Honduras   | 5    | 3  | 1 | 2 | 0 | 5  | 3  | +2   | Fase final    |
| 3    | Costa Rica | 4    | 3  | 1 | 1 | 1 | 4  | 7  | −3   |               |
| 4    | Jamaica    | 0    | 3  | 0 | 0 | 3 | 1  | 9  | −8   |               |

 Fuente: 
| Fecha              | Lugar                |            |                       | Resultado |                       |            |
| ------------------ | -------------------- | ---------- | --------------------- | --------- | --------------------- | ---------- |
| 4 de abril de 2000 | Guadalajara, Jalisco | Costa Rica | Bandera de Costa Rica | 2-1       | Bandera de Jamaica    | Jamaica    |
| 4 de abril de 2000 | Guadalajara, Jalisco | México     | Bandera de México     | 2-2       | Bandera de Honduras   | Honduras   |
| 6 de abril de 2000 | Guadalajara, Jalisco | Costa Rica | Bandera de Costa Rica | 1-1       | Bandera de Honduras   | Honduras   |
| 6 de abril de 2000 | Guadalajara, Jalisco | México     | Bandera de México     | 5-0       | Bandera de Jamaica    | Jamaica    |
| 8 de abril de 2000 | Guadalajara, Jalisco | Honduras   | Bandera de Honduras   | 2-0       | Bandera de Jamaica    | Jamaica    |
| 8 de abril de 2000 | Guadalajara, Jalisco | México     | Bandera de México     | 5-1       | Bandera de Costa Rica | Costa Rica |

### Grupo C
| Pos. | Equipo     | Pts. | PJ | G | E | P | GF | GC | Dif. | Clasificación |
| ---- | ---------- | ---- | -- | - | - | - | -- | -- | ---- | ------------- |
| 1    | Panamá (H) | 4    | 2  | 1 | 1 | 0 | 2  | 1  | +1   | Fase final    |
| 2    | Cuba       | 2    | 2  | 0 | 2 | 0 | 1  | 1  | 0    |               |
| 3    | Bermudas   | 1    | 2  | 0 | 1 | 1 | 0  | 1  | −1   |               |

 Fuente: 
| Fecha              | Lugar                    |         |                     | Resultado |                     |         |
| ------------------ | ------------------------ | ------- | ------------------- | --------- | ------------------- | ------- |
| 5 de abril de 2000 | Ciudad de Panamá, Panamá | Panamá  | Bandera de Panamá   | 1-0       | Bandera de Bermudas | Bermuda |
| 7 de abril de 2000 | Ciudad de Panamá, Panamá | Bermuda | Bandera de Bermudas | 0-0       | Bandera de Cuba     | Cuba    |
| 9 de abril de 2000 | Ciudad de Panamá, Panamá | Panamá  | Bandera de Panamá   | 1-1       | Bandera de Cuba     | Cuba    |

## Fase final
La fase final del torneo se llevó a cabo en la ciudad de Hershey, Pensilvania del 21 al 30 de abril, la segunda fase estuvo conformada por 2 grupos de 3 participantes, los 2 mejores avanzan a semifinales y los ganadores de sus llaves de semifinales, irían a Sídney 2000.

### Grupo D
| Pos. | Equipo             | Pts. | PJ | G | E | P | GF | GC | Dif. | Clasificación |
| ---- | ------------------ | ---- | -- | - | - | - | -- | -- | ---- | ------------- |
| 1    | Estados Unidos (H) | 4    | 2  | 1 | 1 | 0 | 3  | 0  | +3   | Semifinales   |
| 2    | Honduras           | 3    | 2  | 1 | 0 | 1 | 2  | 3  | −1   | Semifinales   |
| 3    | Canadá             | 1    | 2  | 0 | 1 | 1 | 0  | 2  | −2   |               |

 Fuente: CONCACAF
| 21 de abril de 2000 | Estados Unidos                       | 3–0     | Honduras | Hersheypark Stadium, Hershey, Pennsylvania                    |                                                               |
|                     | - Albright 37' 77' - Thorrington 85' | Reporte |          | Asistencia: 11,229 espectadores Árbitro(s): Peter Prendergast | Asistencia: 11,229 espectadores Árbitro(s): Peter Prendergast |

| 23 de abril de 2000 | Canadá | 0–2     | Honduras                     | Hersheypark Stadium, Hershey, Pennsylvania                |                                                           |
|                     |        | Reporte | - Phillips 33' - Ramírez 90' | Asistencia: 8,580 espectadores Árbitro(s): William Mattus | Asistencia: 8,580 espectadores Árbitro(s): William Mattus |

| 25 de abril de 2000 | Estados Unidos | 0–0     | Canadá | Hersheypark Stadium, Hershey, Pennsylvania                 |                                                            |
|                     |                | Reporte |        | Asistencia: 5,798 espectadores Árbitro(s): Neftali Recinos | Asistencia: 5,798 espectadores Árbitro(s): Neftali Recinos |

### Grupo E
| Pos. | Equipo    | Pts. | PJ | G | E | P | GF | GC | Dif. | Clasificación |
| ---- | --------- | ---- | -- | - | - | - | -- | -- | ---- | ------------- |
| 1    | México    | 4    | 2  | 1 | 1 | 0 | 4  | 1  | +3   | Semifinales   |
| 2    | Guatemala | 4    | 2  | 1 | 1 | 0 | 3  | 2  | +1   | Semifinales   |
| 3    | Panamá    | 0    | 2  | 0 | 0 | 2 | 1  | 5  | −4   |               |

 Fuente: CONCACAF
| 21 de abril de 2000 | Panamá     | 1–2     | Guatemala    | Hersheypark Stadium, Hershey, Pennsylvania                  |                                                             |
|                     | Ortega 68' | Reporte | Ruiz 27' 81' | Asistencia: 11,241 espectadores Árbitro(s): Neftalí Recinos | Asistencia: 11,241 espectadores Árbitro(s): Neftalí Recinos |

| 23 de abril de 2000 | México      | 1–1     | Guatemala  | Hersheypark Stadium, Hershey, Pennsylvania                |                                                           |
|                     | Beltrán 43' | Reporte | García 80' | Asistencia: 8,580 espectadores Árbitro(s): Ramesh Ramdhan | Asistencia: 8,580 espectadores Árbitro(s): Ramesh Ramdhan |

| 25 de abril de 2000 | México                             | 3–0 | Panamá | Hersheypark Stadium, Hershey, Pennsylvania |  |
|                     | Reyes 17' · Pérez 51' · Osorno 70' |     |        |                                            |  |

## Tercera fase
|  | Semifinales          | Semifinales          |   |                      | Final                | Final |  |
|  |                      |                      |   |                      |                      |       |  |
|  |                      |                      |   |                      |                      |       |  |
|  | Hershey, 28 de abril |                      |   |                      |                      |       |  |
|  | Estados Unidos       | 4                    |   |                      |                      |       |  |
|  | Guatemala            | 0                    |   |                      |                      |       |  |
|  |                      |                      |   |                      |                      |       |  |
|  |                      |                      |   |                      | Hershey, 30 de abril |       |  |
|  |                      |                      |   |                      | Estados Unidos       | 1     |  |
|  |                      | Honduras             | 2 |                      |                      |       |  |
|  |                      |                      |   |                      |                      |       |  |
|  |                      |                      |   |                      |                      |       |  |
|  |                      |                      |   |                      | Tercer lugar         |       |  |
|  | Hershey, 28 de abril | Hershey, 28 de abril |   | Hershey, 30 de abril | Hershey, 30 de abril |       |  |
|  | Honduras (p)         | 0 (5)                |   | Guatemala            | 0                    |       |  |
|  | México               | 0 (4)                |   |                      | México               | 5     |  |

### Semifinales
| 28 de abril de 2000 | Estados Unidos                              | 4:0     | Guatemala | Hersheypark Stadium, Hershey                               |                                                            |
|                     | - O'Brien 1' - Wolff 8' - Donovan 22' 90+1' | Reporte |           | Asistencia: 12,299 espectadores Árbitro(s): Ramesh Ramdhan | Asistencia: 12,299 espectadores Árbitro(s): Ramesh Ramdhan |

| 28 de abril de 2000 | Honduras                                         | 0:0 (t. s.)(5:4 p.)        | México                                             | Hersheypark Stadium, Hershey |  |
|                     |                                                  | Reporte                    |                                                    |                              |  |
|                     |                                                  | Tiros desde el punto penal |                                                    |                              |  |
|                     | Suazo · Pavón · M. Suazo · Izaguirre · Gutiérrez |                            | Rodríguez · Márquez · Pérez · Collazo · Altamirano |                              |  |

### Tercer lugar
| 30 de abril de 2000 | Guatemala | 0:5 | México | Hersheypark Stadium, Hershey |  |

### Final
| 30 de abril de 2000 | Estados Unidos | 1:2 | Honduras      | Hersheypark Stadium, Hershey |  |
|                     | Wolff 12'      |     | Suazo 25' 54' |                              |  |

## Campeón
|                     |
| Campeón             |
| Bandera de Honduras |
| Honduras 1° título  |

## Clasificados a Juegos Olímpicos
| País           | Fecha de clasificación | Apariciones en Juegos Olímpicos1                                            |
| -------------- | ---------------------- | --------------------------------------------------------------------------- |
| Estados Unidos | 28 de abril de 2000    | 12 (1904, 1924, 1928, 1936, 1948, 1952, 1956, 1972, 1984, 1988, 1992, 1996) |
| Honduras       | 28 de abril de 2000    | 0 (debut)                                                                   |

1 Negrita indica año como campeón. Italic indica año como anfitrión.

## Posiciones finales
| Pos.              | Equipo             | Pts. | PJ | G | E | P | GF | GC | Dif. | Final result                |
| ----------------- | ------------------ | ---- | -- | - | - | - | -- | -- | ---- | --------------------------- |
| Medalla de oro    | Honduras           | 7    | 4  | 2 | 1 | 1 | 4  | 4  | 0    | Campeón                     |
| Medalla de plata  | Estados Unidos (H) | 7    | 4  | 2 | 1 | 1 | 8  | 1  | +7   | Finalista                   |
|                   |                    |      |    |   |   |   |    |    |      |                             |
| Medalla de bronce | México             | 8    | 4  | 2 | 2 | 0 | 9  | 1  | +8   | Tercer lugar                |
| 4                 | Guatemala          | 4    | 4  | 1 | 1 | 2 | 3  | 11 | −8   | Cuarto Lugar                |
|                   |                    |      |    |   |   |   |    |    |      |                             |
| 5                 | Canadá             | 1    | 2  | 0 | 1 | 1 | 0  | 2  | −2   | Eliminado en fase de grupos |
| 6                 | Panamá             | 0    | 2  | 0 | 0 | 2 | 1  | 5  | −4   | Eliminado en fase de grupos |

 Fuente: 